# Joseph Chambers (rugbysta)
Joseph Chambers (ur. 25 listopada 1864 w hrabstwie Cavan, zm. 22 września 1935 w Knaresborough) – irlandzki rugbysta, reprezentant kraju, sędzia sportowy.
W latach 1886–1887 rozegrał pięć spotkań dla irlandzkiej reprezentacji, w latach 1888–1891 sędziował zaś trzy mecze w rozgrywkach Home Nations Championship.